# ヴィルヘルム・ローレンツ
カール・ヴィルヘルム・ローレンツ（Karl Wilhelm Lorenz、1886年3月14日 - 1918年7月13日）は、ドイツの天文学者、数学者。

## 生涯
ローレンツは、1886年3月14日にカールスルーエで生まれた。重度の心臓病のため何度も休学しながらも高校を卒業、ハイデルベルク大学に進学し、天文学と数学を学んだ。1908年から1910年までケーニッヒシュトゥール天文台の助手を務めた。1911年に博士号を取得、1916年に結婚したが、1917年に心臓病が再発して寝たきりの状態となった。当時流行していたインフルエンザに感染し、1918年7月13日にマンハイムで肺炎により死去。享年32歳。
ケーニッヒシュトゥール天文台に勤めていた1908年から1909年にかけて、4つの小惑星（(665)サビーヌ、(674)ラケーレ、(678)フレデグンディス、(685)ハーミア）を発見した。

## 著作・関連情報
- W. Lorenz: Photographische Positionsbestimmungen von 178 Nebelflecken. Veröffentlichungen der Großherzoglichen Sternwarte zu Heidelberg, Bd. 6, Nr. 4, S. 19–54 (1913).